# Parc national Altyn-Emel
Le parc national Altyn-Emel (kazakh : Алтынемел мемлекеттік ұлттық табиғи паркі; russe : Алтын-Эмель национальный парк) est un parc national du Kazakhstan, créé en 1996.
Il a été reconnu réserve de biosphère par l'Unesco en juin 2017. Il est également candidat au patrimoine mondial de l'Unesco depuis 2002.

## Géographie
Le parc couvre 4 600 km2 entre la rivière Ili et la chaîne de montagne d'Ak-Taou, près du lac de Kapchagaï. 
Il est essentiellement constitué de déserts (45 %) et de terrains rocheux (30 %), de prairies (10 %), de forêts (10 %) et de garrigue (5 %). 
Le parc est connu pour le chant de ses dunes.
Le parc national englobe les contreforts sud-ouest du Jungar Alatau et s’étend au sud jusqu'au lac de Kapchagaï. 
À proximité du parc national on peut voir le parc national de Charyn et ses formations rocheuses impressionnantes.

## Faune
Le parc abrite 70 espèces de mammifères, dont la gazelle à goitre (Gazella subgutturoza), l'argali (Ovis ammon) et l'Hémione (Equus hemionus kulan).
La population d'Hémione est descendue à 32 juments et quatre étalons et des individus de l'espèce ont été réinstallés. 
En 2003, on a introduit huit chevaux de Przewalski dans la réserve. 
Leur population a diminué de cinq animaux. 
En 2008, quatre autres chevaux ont été importés au sanctuaire. Pendant ce temps, les animaux se reproduisent avec succès.
En 2007, on a introduit des cerfs de Bactriane dans les forêts de la rivière Ili. 
Bien que de rares cerfs vivaient déjà sur la rive sud du lac Kapchagaï, leur propagation naturelle vers le Parc national Altyn-Emel était impossible.
Le parc national est considéré être bien protégé, le braconnage et l'exploitation forestière illégale sont relativement rares.

## Galerie

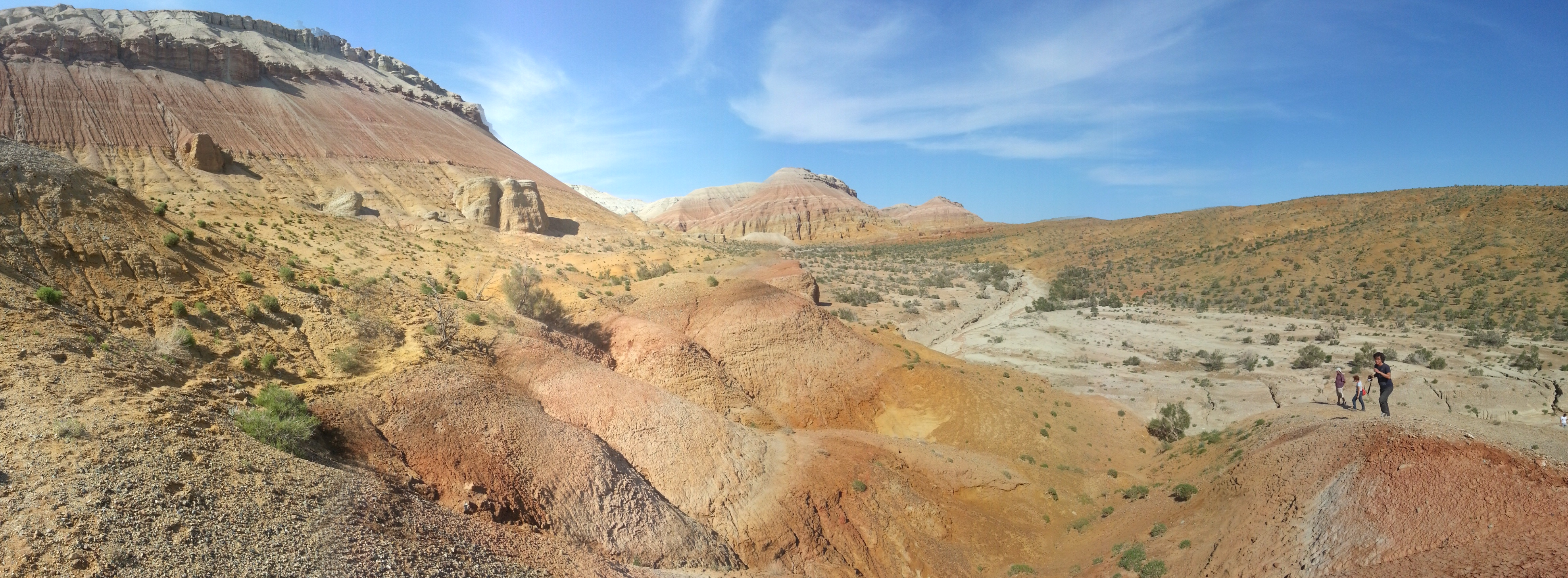
Altyn Emel - Aktau
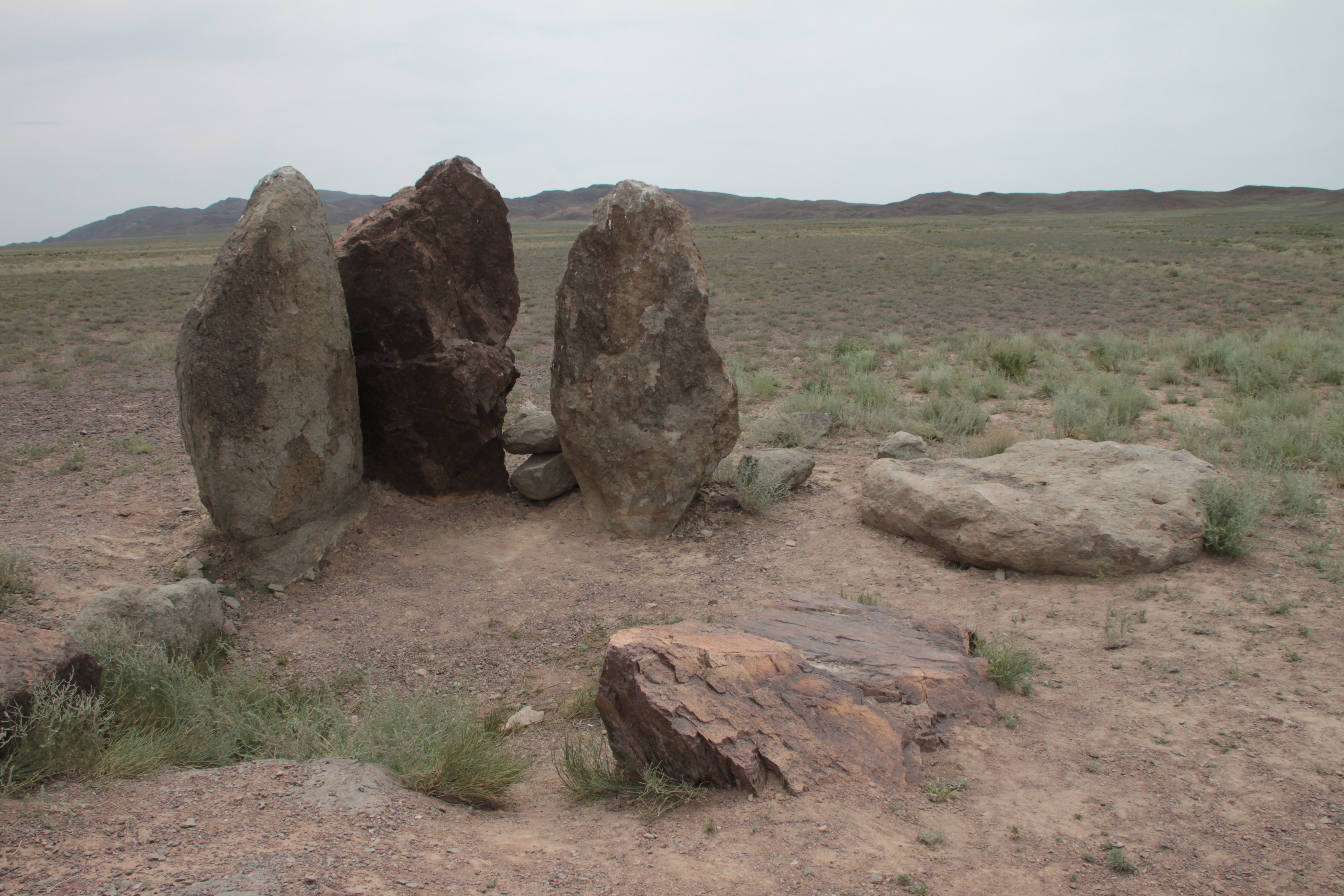
Altyn Emel - Menhir
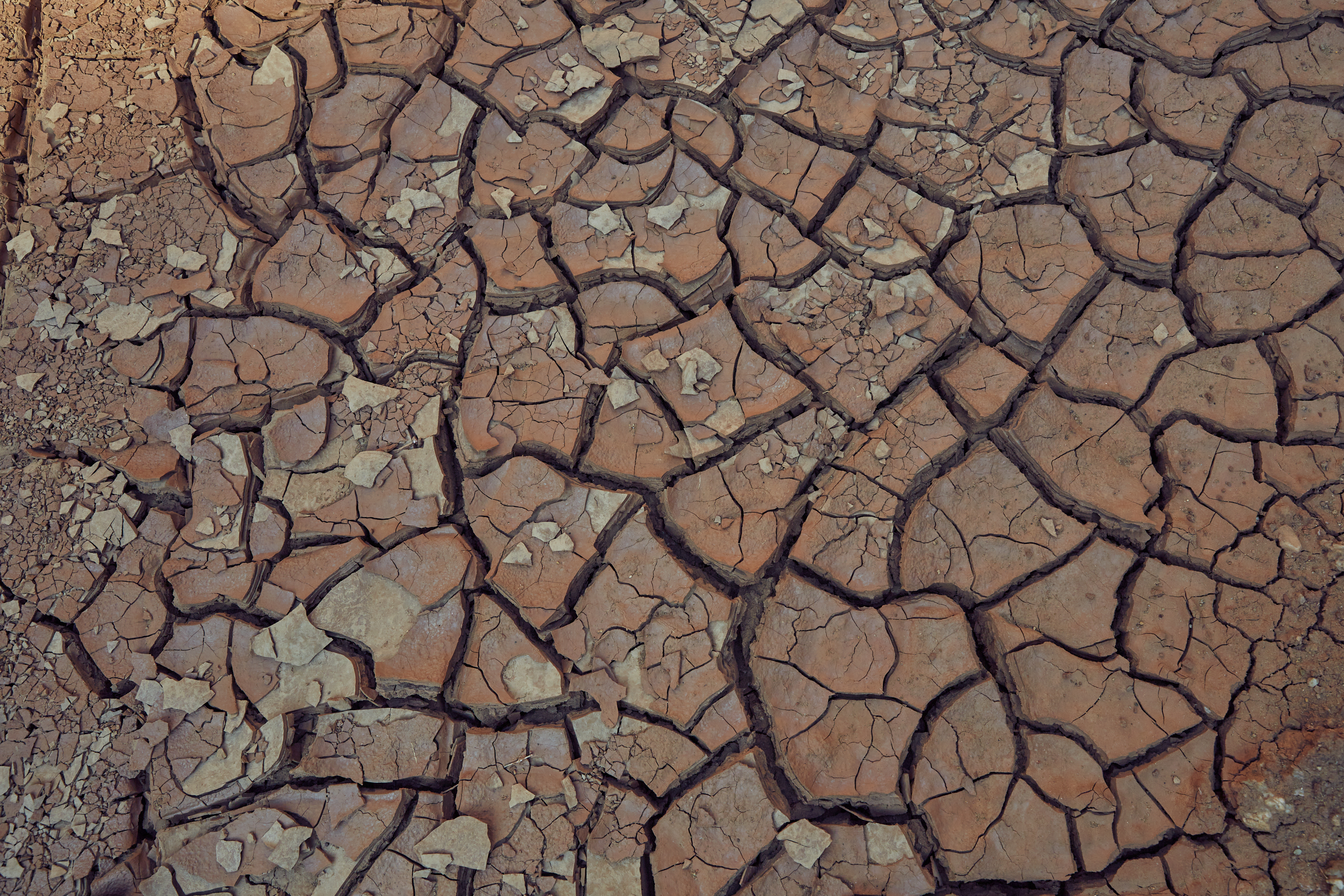
Terrain sec dans le parc. Octobre 2020.